# Gator Bowl 2021 (décembre)
Match précédent Match suivant
Le Gator Bowl 2021 (Décembre) est un match de football américain de niveau universitaire joué après la saison régulière de 2021, le 31 décembre 2021 au TIAA Bank Field situé à Jacksonville dans l'État de la Floride aux États-Unis. 
Il s'agit de la 77e édition du Gator Bowl.
Le match met en présence l'équipe des Demon Deacons de Wake Forest issue de la Atlantic Coast Conference et l'équipe des Scarlet Knights de Rutgers issue de la Big Ten Conference.
Il débute à 11 heures (17 heures en France) locales et est retransmis à la télévision par ESPN.
Sponsorisé par la société TaxSlayer (en), le match est officiellement dénommé le 2021 TaxSlayer Gator Bowl.
Wake Forest gagne le match sur le score de 38 à 10.

## Présentation du match
| Équipes                                                                           | Conférences | Entraîneurs                   | Stats. saison rég. | Classements avant le bowl | Classements avant le bowl | Classements avant le bowl |
| --------------------------------------------------------------------------------- | ----------- | ----------------------------- | ------------------ | ------------------------- | ------------------------- | ------------------------- |
| Équipes                                                                           | Conférences | Entraîneurs                   | Stats. saison rég. | CFP                       | AP                        | Coaches                   |
| Demon Deacons de Wake Forest                                                      | ACC         | Dave Clawson (en) (8e saison) | 10 - 3             | no 17                     | no 20                     | no 19                     |
| Scarlet Knights de Rutgers                                                        | B10         | Greg Schiano (en) (2e saison) | 05 - 7             | NC                        | NC                        | NC                        |
| - Arbitre : Larry Smith (Big Ten) - Équipe donnée favorite par les bookmakers : ? |             |                               |                    |                           |                           |                           |

Il s'agit de la 3e rencontre entre les deux équipes :
| Saison | Date            | Vainqueur   | Score   | Perdant | Compétition                                  |
| ------ | --------------- | ----------- | ------- | ------- | -------------------------------------------- |
| 1999   | 2 octobre 1999  | Wake Forest | 17 - 10 | Rutgers | Match de saison régulière joué à Wake Forest |
| 1997   | 8 novembre 1997 | Wake Forest | 28 - 14 | Rutgers | Match de saison régulière joué à Rutgers     |

### Demon Deacons de Wake Forest
Avec un bilan global en saison régulière de 10 victoires et 3 défaites (7-1 en matchs de conférence), Wake Forest est éligible et accepte l'invitation pour participer au Gator Bowl de décembre 2021.
Ils terminent 1er de la Division Atlantic de la Atlantic Coast Conference.
À l'issue de la saison 2021 (bowl non compris), ils sont désignés #17 au classement CFP, #20 au classement APet #19 au classement Coaches.
Il s'agit de leur 2e participation au Gator Bowl :
| Saisons | Dates            | Vainqueurs      | Scores  | Finalistes     | Bilan     |
| ------- | ---------------- | --------------- | ------- | -------------- | --------- |
| 1945    | 1er janvier 1946 | #19 Wake Forest | 26 - 14 | South Carolina | V : 1 - 0 |

| Logo     | Postes               | Joueurs                                         | Statistiques                                                       |
| -------- | -------------------- | ----------------------------------------------- | ------------------------------------------------------------------ |
|          | Quarterback          | Sam Hartman                                     | 276/469 passes réussies pour 3 924 yards, 36 TDs, 14 interceptions |
| Coureur  | Christian Beal-Smith | 123 courses pour 581 yards nets gagnés et 7 TDs |                                                                    |
| Receveur | A.T. Perry           | 61 réceptions pour 1 166 yards et 14 TDs        |                                                                    |

### Scarlet Knights de Rutgers
Le match devait initialement mettre en présence Wake Forest contre les Aggies du Texas. Néanmoins, le 22 décembre 2021,Texas A&M se voit contrainte de déclarer forfait, son équipe ne disposant d'assez de joueurs, nombre d'entre eux étant blessés ou ayant été contrôlés positifs au virus Covid-19. Les organisateurs tentent alors de trouver une équipe disponible pour les remplacer et le 23 décembre, la NCAA approuve le choix de l'équipe de Rutgers, désignée meilleure équipe FBS selon l'Academic Progress Rate (en) (APR) possédant un bilan négatif avec 5 victoires. Le report du match au 10 janvier 2022, si besoin, est également accepté.
Rutgers accepte donc l'invitation pour participer au Gator Bowl de décembre 2021 malgré un bilan global en saison régulière de 5 victoires et 7 défaites (2-7 en matchs de conférence) et ne deùmande pas le report de la date du match. 
Ils terminent la saison régulière 6e/7 de la Division Est de la Big Ten Conference et n'apparaissent pas dans les classements CFP, AP et Coaches.
Il s'agit de leur première apparition au Gator Bowl.
| Logo     | Postes        | Joueurs                                         | Statistiques                                                     |
| -------- | ------------- | ----------------------------------------------- | ---------------------------------------------------------------- |
|          | Quarterback   | Noah Vedral                                     | 172/290 passes réussies pour 1 726 yards, 7 TDs, 6 interceptions |
| Coureur  | Isaih Pacheco | 167 courses pour 647 yards nets gagnés et 5 TDs |                                                                  |
| Receveur | Bo Melton     | 55 réceptions pour 618 yards et 3 TDs           |                                                                  |